# Salobrars del Nen Perdut
Els Salobrars del Nen Perdut o Erms del Nen Perdut és una zona humida que es localitza al terme municipal de Deltebre i ocupa una superfície d'unes 73,7 ha. Es tracta d'una de les zones amb vegetació halòfila més importants de l'hemidelta nord de l'Ebre i acull el conjunt més divers i extens de comunitats vegetals pròpies dels ambients salins, la majoria de les quals es troben incloses a la Directiva Hàbitats (92/43/CEE).

## Flora
La vegetació dels salobrars del Nen Perdut comprenen dos gran tipus de comunitats: els salicornars herbacis i arbustius i les jonqueres halòfiles. El grau de salinitat al sòl i la durada dels períodes d'inundació són factors que condicionen la presència d'unes comunitats o altres, i per això al voltant de les llacunes salades és fàcil d'observar una zonació de comunitats. Els salicornars herbaci i arbustiu són comunitats constituïdes per espècies anuals, que aprofiten l'època estival eixuta per germinar i completar llur cicle biològic.
Els salicornars arbustiu (Arthrocnemum macrostachyum) (hàbitat d'interès comunitari; codi 1420) presenten l'aspecte d'una brolla constituïda per plantes crasses de mig metre d'alçària, que cobreixen més o menys densament les planes argilenques i salades amb una humitat moderada. Les jonqueres (Spartino-Juncetum maritimi amb Juncus maritimus dominant) (hàbitat d'interès comunitari; codi 1410) constitueixen una altra comunitat que se situa sobre sòls on la salinitat no és tan elevada i llargament inundats.
A més, a la zona humida es poden trobar àrees on predominen poblaments de jonques (Scirpus spp.), d'aigües salabroses, i plans costaners hipersalins, sense pràcticament cap mena de vegetació vascular. Per acabar destacar que a la zona humida s'inclouen també, en el seu extrem nord, dunes que fan de barrera entre els salobrars i la zona marítima. Aquestes dunes, també anomenades tores i muntells, es troben més o menys fixades per la vegetació on predominen les comunitats obertes de jull de platja (Elymus farctus) (hàbitat d'interès comunitari; codi 2110).

## Fauna
Pel que fa a la fauna, nidifiquen espècies d'ocells tan escassos com la perdiu de mar (Glareola pratincola), el corriol camanegre (Charadrius alexandrinus). També hi nidifiquen el martinet menut (Ixobrychus minutus), la polla blava (Porphyrio porphyrio), el cames-llargues (Himantopus himantopus) o el bec d'alena (Recurvirostra avosetta). Altres espècies com la gavina capblanca (Larus genei), el martinet blanc (Egretta garzetta) o el capó reial (Plegadis falcinellus) no es reprodueixen a l'espai però utilitzen la zona humida com a àrea d'alimentació durant l'època reproductora.

## Protecció
L'espai es troba força ben conservat i les úniques pressions antròpiques presents són els usos ramaders, poc importants, i la presència d'algunes construccions residencials, si bé de caràcter il·legal. També cal destacar que l'espai havia estat declarat inicialment com a urbanitzable pel Pla Director de Coordinació del Delta de l'Ebre. No obstant, una Sentència del Tribunal Superior de Justícia de Catalunya contra aquest Pla declarà l'espai com a no urbanitzable basant-se en un recurs contenciós administratiu interposat per alguns grups conservacionistes que tradicionalment han treballat per la preservació dels importants.
Els Salobrars del Nen Perdut formen part de l'espai del PEIN «Delta de l'Ebre» així com de l'espai de la Xarxa Natura 2000 ES0000020 "Espai d'aiguamolls litorals", en aquesta última figura de protecció com a espai ZEPA i LIC.